# JR Freight classe EF210
La classe EF210 (EF210形, EF210-gata) est un type de locomotive électrique à courant continu exploitée par la compagnie JR Freight pour le transport de marchandises au Japon.

## Description
Les locomotives sont construites par Kawasaki Heavy Industries et Mitsubishi Electric. Au 1er février 2025, 159 exemplaires ont été produits. Leur disposition des essieux est Bo'Bo'Bo'.
Quatre variantes existent :
- EF210-900 : Prototype EF210-901, construit en 1996
- EF210-0 : Première version de série, 18 locomotives construites en 1998 (numérotées EF210-1 à 18)
- EF210-100 : Deuxième version de série, 73 locomotives construites de 1999 à 2010 (numérotées EF210-101 à 173). Elles possèdent quelques évolutions, comme des pantographes monobras replaçant les pantographes losanges de la première version.
- EF210-300 : Troisième version de série, 67 locomotives construites à partir de 2012 (numérotées EF210-301 à 367).

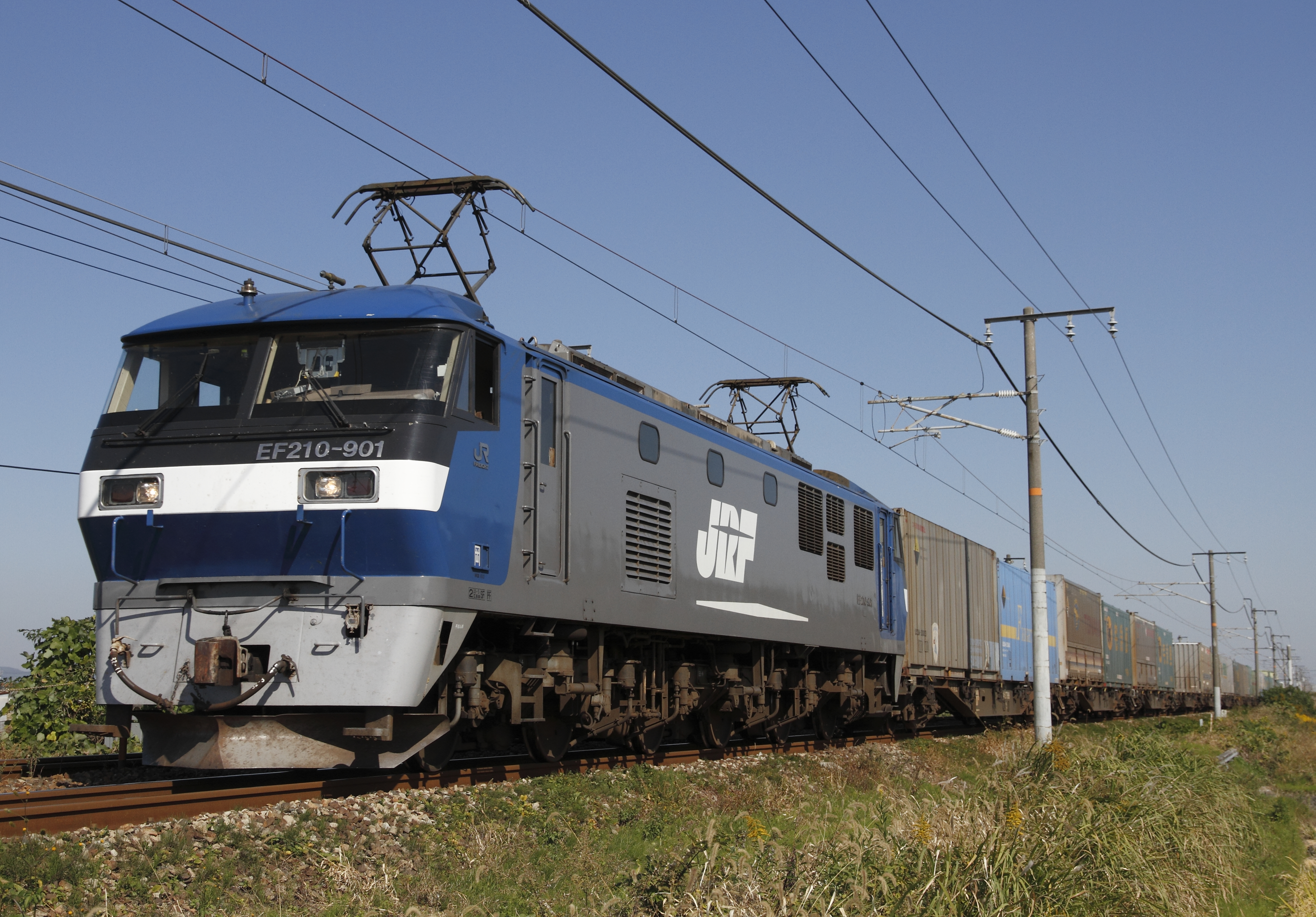
Locomotive prototype EF210-901
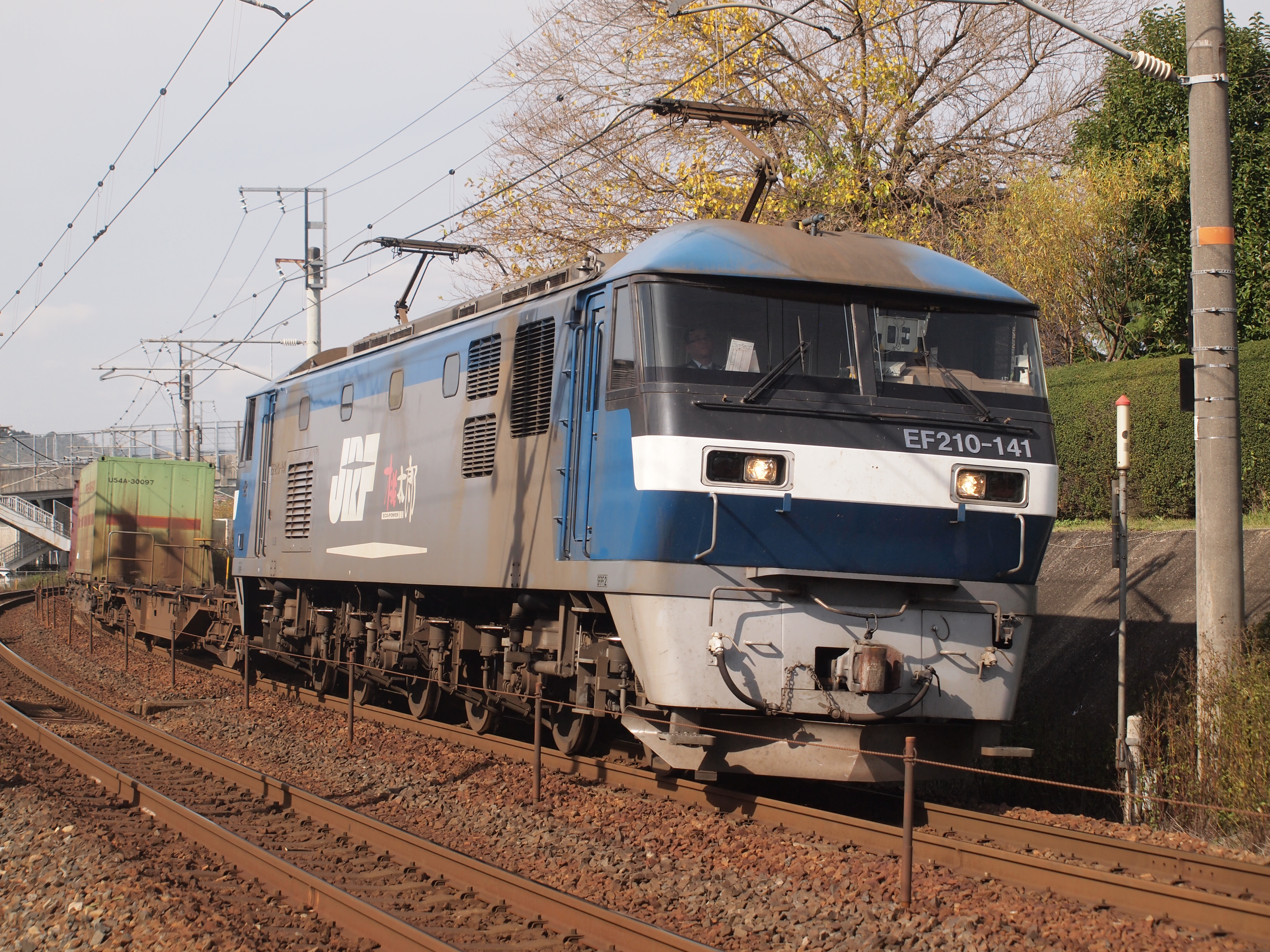
Locomotive EF210-141
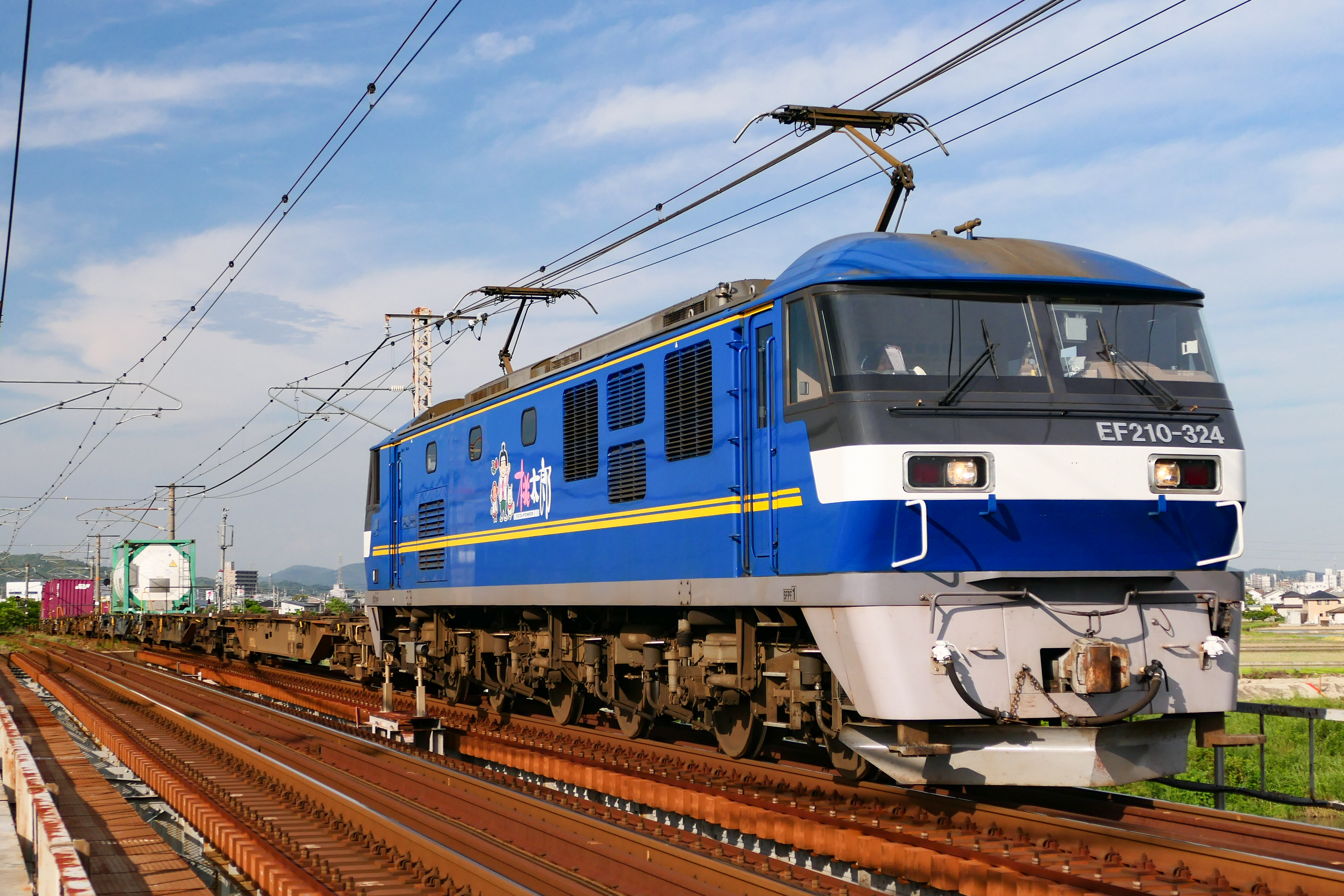
Locomotive EF210-324

## Affectation
Les locomotives EF210 sont affectées aux dépôts de Shin-Tsurumi (Kawasaki), Suita et Okayama, et circulent principalement sur les lignes Tōhoku, Takasaki, Tōkaidō, Sanyō et Yosan.